# Sorg & Napoleon Maddox
Sorg & Napoleon Maddox est un duo franco-américain composé du producteur et beatmaker Sorg ainsi que du chanteur, rappeur, et beatboxer Napoleon Maddox. Associés depuis 2013, ils sont compositeurs et interprètes de musique hip-hop, funk, soul jazz, Electro.

## Biographie
Napoleon Maddox est un rappeur beatboxer et chanteur de hip-hop de Cincinnati, aux États-Unis :
- leader depuis 1996 du groupe américain Iswhat?!
- collaborateur du saxophoniste et poète new yorkais Roy Nathanson
- directeur artistique du spectacle A Riot Called Nina (hommage à Nina Simone) avec Sophia Domancich et The Boxettes

Il apparait en outre sur l’album Par temps de rage, du groupe de rap français La Canaille, en 2011.
Sorg est un producteur de musique, compositeur, beatmaker electro français originaire de Besançon. Il a notamment produit les EP's "Preface" en 2012, "16 Diamonds" en 2013, et "Push" en 2017.
Les deux artistes s'associent à partir du morceau Wild West de l'EP 16 Diamonds de Sorg en 2013. Ils composent et interprètent une œuvre musicale soul, jazz, hip-hop teinté d’electro et de samples soul et funk. Ils dévoilent leur premier EP, Ribbons & Razors, en 2014, et se sont produits en concert à travers la France, les Etats-Unis, l'Italie et la Suisse. Le 4 avril 2018 ils font la première partie du groupe AllttA avec C2C à La Cigale (Paris).

## Discographie

### Albums
2022 : Louverture (Sans sucre records), album en hommage à Toussaint Louverture